# Perihan
Perihan ist ein türkischer weiblicher Vorname persischer Herkunft mit der Bedeutung „Königin der Feen“.

## Namensträgerinnen

### Vorname
- Perihan Mağden (* 1960), türkische Journalistin und Schriftstellerin
- Perihan Önder (* 1960), türkische Komponistin und Musikwissenschaftlerin
- Perihan Ünlücan (* 1984), türkische Schauspielerin
- Perihan Yücel (1952–1970), Ikone der türkischen Hippie-Bewegung

### Romanfiguren
- Perihan Yilmaz in Dschinns von Fatma Aydemir

### Künstlername
- Peri Han (Perihan Özbeserek; * 1934), türkische Schauspielerin